# Blackburn Turcock
Il Blackburn Turcock fu un aereo militare biplano monomotore realizzato dall'azienda aeronautica britannica Blackburn Aircraft Limited nei primi anni venti del XX secolo e rimasto allo stadio di prototipo.

## Storia del progetto
Nel corso del 1926 la Blackburn lasciò momentaneamente la progettazione di velivoli destinati all'uso navale per progettare un caccia intercettore destinato a soddisfare le specifiche F.9/26 (relativa a un velivolo da caccia diurna e notturna) e N.21/26 (caccia imbarcato) emesse dall'Air Ministry britannico. La risposta a tali specifiche fu il primo velivolo da caccia realizzato dall'ufficio tecnico della Blackburn che assunse la numerazione F.1, e la denominazione iniziale di Blackcock, ma fu previsto che per ogni motorizzazione adottata l'aereo ricevesse un nome diverso. I due progettisti, gli ingegneri Frank Arnold Bumpus e B.A. Duncan, studiarono tre diverse varianti con altrettanti propulsori: il radiale Armstrong Siddeley Jaguar VI da 446 hp (332 kW), il radiale Bristol Mercury da 585 hp (436 kW) e il 12 cilindri a V raffreddato a liquido Rolls-Royce Kestrel da 510 hp (380 kW). Fu completato un solo prototipo dotato del motore Armstrong Siddeley Jaguar, che volò per la prima volta il 14 novembre 1927.

## Tecnica
Il Blackburn F.1 Turcock era un biplano, di costruzione mista. La configurazione alare era biplano-sesquiplana, ovvero con ala superiore di maggior apertura dell'inferiore, realizzate con struttura mista e ricoperte in tela. Le due ali bilongherone, rivestite in tela, erano collegate tra loro con quattro coppie di montanti, rinforzati da tiranti in cavetto d'acciaio. L'ala superiore era montata alta a parasole e l'inferiore bassa sulla fusoliera. 
A parte la sezione frontale dove era alloggiato il motore, interamente metallica, la fusoliera era costruita in tubi d'acciaio e ricoperta in tela, e si restringeva verso la parte posteriore fino al livello del timone di direzione che era sporgente, e terminava con una cima piatta.
Il carrello d'atterraggio era un triciclo classico, fisso, e integrato posteriormente da un pattino d'appoggio. Monoposto dotato di un abitacolo aperto destinato al pilota, e fornito di parabrezza. Al di sopra di esso l'ala presentava un piccolo incavo per favorire la visibilità superiore del pilota.
La propulsione era affidata ad un motore radiale Armstrong Siddeley Jaguar VI a 14 cilindri raffreddati ad aria eroganti la potenza di 446 CV (332 kW) azionante un'elica bipala lignea.
L'armamento previsto si basava su due Vickers Mk.II calibro .303 (7,7 mm) sincronizzate con il propulsore e sparanti attraverso il disco dell'elica, ma non fu mai installato.

## Impiego operativo
La Blackburn non ricevette nessun ordine di produzione dall'Air Ministry, ma vi fu un interessamento del governo turco che acquistò l'unico esemplare costruito. L'aereo ricevette allora la denominazione ufficiale di Turcock e la matricola civile inglese G-EBVP, venendo trasportato a Martlesham Heath, per eseguire i voli di collaudo in vista del trasferimento in Turchia, all'inizio del gennaio 1928. Il prototipo andò perso per un incidente il 23 dello stesso mese a Martlesham Heath, causando la morte del pilota collaudatore, il Flying Officer Harold Campbell Gambier Dauncey, appartenente al No.22 Squadron (Aircraft and Armament Experimental Establishment). A causa di questo fatto il governo turco cancellò il programma di acquisto del modello.

## Utilizzatori
Turchia
- Türk Hava Kuvvetleri

### Annotazioni
1. ↑  Le ali erano costituite da longheroni d'acciaio e costole in duralluminio.
2. ↑  Durante un volo di collaudo a bassa quota l'aereo colpì un albero.

### Fonti
1. 1 2 3 4  Уголок неба.
2. ↑  Jackson 1968, p. 239.
3. 1 2 3 4 5 6 7 8  Jackson 1968, pp. 237-239.
4. ↑  Peter G. Dancey, British Aircraft Manufacturers Since 1909, Fonthill Media Ltd., 2014.
5. 1 2  Mason 1992, p. 196.